# Japan Football Hall of Fame
Die Nippon Soccer Dendō (jap. 日本サッカー殿堂, Nippon sakkā dendō, engl. Japan Football Hall of Fame) ist die Ruhmeshalle des japanischen Fußballs. In die am 27. Mai 2007 eröffnete Institution werden jährlich außergewöhnliche Spieler, Trainer und Funktionäre aufgenommen, die sich um die Entwicklung des japanischen Fußballs verdient gemacht haben. Seit dem Sommer 2009 sind 49 Personen, die in bislang sechs Gruppen aufgenommen worden sind, Teil der Hall of Fame.
| Gruppe    | Jahr | Aufnahmen |
| --------- | ---- | --------- |
| 1. Gruppe | 2005 | 20        |
| 2. Gruppe | 2006 | 10        |
| 3. Gruppe | 2006 | 7         |
| 4. Gruppe | 2007 | 5         |
| 5. Gruppe | 2008 | 3         |
| 6. Gruppe | 2009 | 4         |

## Mitglieder
| - Dettmar Cramer, 1. Gruppe, 2005 - Kyaw Din, 4. Gruppe, 2007 - Shizuo Fujita, 1. Gruppe, 2005 - Ryūtarō Fukao, 1. Gruppe, 2005 - Gen’ichi Fukushima, 2. Gruppe, 2006 - William Haigh, 5. Gruppe, 2008 - Tomisaburō Hirai, 1. Gruppe, 2005 - Ryūzō Hiraki, 1. Gruppe, 2005 - Jikichi Imamura, 1. Gruppe, 2005 - Toshio Iwatani, 2. Gruppe, 2006 | - Tarō Kagawa, 2. Gruppe, 2006 - Kunishige Kamamoto, 1. Gruppe, 2005 - Mitsuo Kamata, 4. Gruppe, 2007 - Hiroshi Katayama, 4. Gruppe, 2007 - Saburō Kawabuchi, 5. Gruppe, 2008 - Taizō Kawamoto, 1. Gruppe, 2005 - Yoshiyuki Maruyama, 6. Gruppe, 2009 - Ikuo Matsumoto, 6. Gruppe, 2009 - Masakatsu Miyamoto, 1. Gruppe, 2005 - Teruki Miyamoto, 3. Gruppe, 2006 | - Takaji Mori, 3. Gruppe, 2006 - Shigeaki Murakata, 1. Gruppe, 2005 - Ken Naganuma, 1. Gruppe, 2005 - Hirokazu Ninomiya, 2. Gruppe, 2006 - Sumioki Nitta, 2. Gruppe, 2006 - Yuzuru Nozu, 1. Gruppe, 2005 - Aritatsu Ogi, 3. Gruppe, 2006 - Shun’ichirō Okano, 1. Gruppe, 2005 - Takuji Ono, 2. Gruppe, 2006 - Shirō Ōtani, 6. Gruppe, 2009 | - Hideo Shimada, 1. Gruppe, 2005 - Hideo Shinojima, 2. Gruppe, 2006 - Ryūichi Sugiyama, 1. Gruppe, 2005 - Shigeyoshi Suzuki, 4. Gruppe, 2007 - Hidetoki Takahashi, 6. Gruppe, 2009 - Ryūtarō Takahashi, 1. Gruppe, 2005 - Shigemaru Takenokoshi, 1. Gruppe, 2005 - Teizō Takeuchi, 2. Gruppe, 2006 - Misao Tamai, 2. Gruppe, 2006 - Jitarō Tanabe (Gohei Tanabe, der 14.), 1. Gruppe, 2005 | - Shirō Teshima, 5. Gruppe, 2008 - Masanori Tokita, 2. Gruppe, 2006 - Gendō Tsuboi, 3. Gruppe, 2006 - Tairei Uchino, 3. Gruppe, 2006 - Masashi Watanabe, 3. Gruppe, 2006 - Shigeo Yaegashi, 1. Gruppe, 2005 - Gorō Yamada, 1. Gruppe, 2005 - Yoshitada Yamaguchi, 4. Gruppe, 2007 - Kenzō Yokoyama, 3. Gruppe, 2006 |